# 사이안화 칼륨

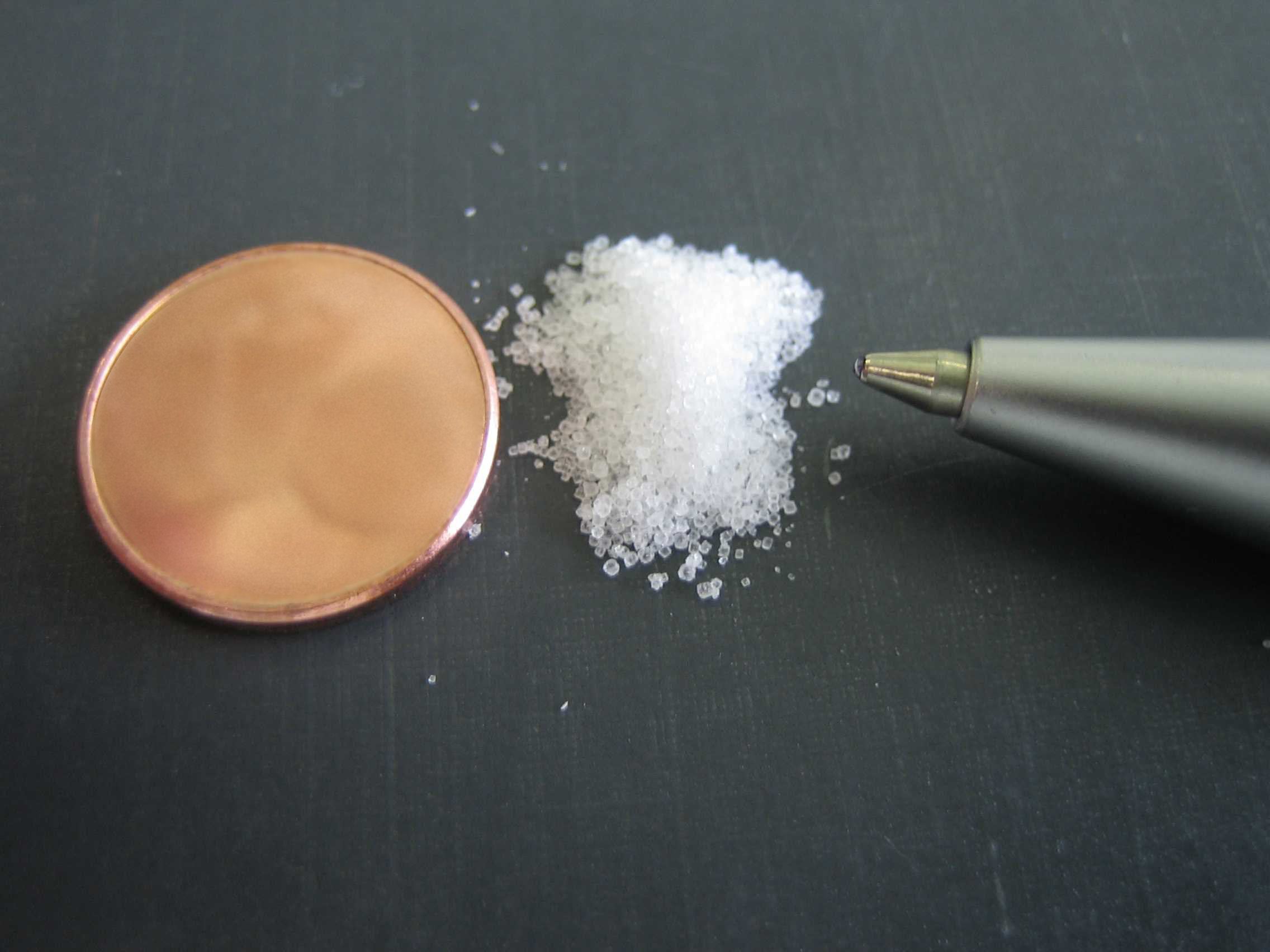
1유로센트 동전 및 볼펜 심과 비교한 청산가리의 양. 이 정도면 치사량을 크게 넘어서는 양이다.

사이안화 칼륨은 KCN 화학식을 지니는 무기 화합물이다. 치사량은 0.20g으로 극소량을 섭취해도 사망할 수 있는 매우 강력한 독극물이다. 본래는 전기 도금을 위한 전해질로 사용된다.
사이안화칼륨은 설탕과 매우 유사하게 보이는 무색의 결정이며, 물에 대한 용해도와 유독성이 매우 높고 습한 상태에서는 가수분해를 통해 소량의 사이안화수소를 생성한다. 대부분의 사이안화칼륨은 금광업, 유기합성, 전기 도금에 쓰이며, 일부는 보석을 도금하거나 버핑하는 데에 사용되기도 한다. 또한, 사이안화칼륨은 곤충을 재빨리 죽여 손상을 최소화할 수 있기 때문에 곤충학자들은 표본을 만들 때 사이안화칼륨을 사용하기도 한다.

## 용어
사이안화 칼륨은 흔히 청산가리(靑酸加里), 청산칼륨(青酸kalium), 청화칼륨(青化kalium), 청산칼리(靑酸kali), 청화칼리(靑化kali) 등으로 불리기도 한다. 가리(加里)는 kali의 라틴어 음역이다. 식물성 청산 배당체에 의한 청산 중독도 있을 수 있다.

## 제법 및 생산
사이안화칼륨은 사이안화수소를 50% 농도의 수산화칼륨 수용액 또는 탄산칼륨 수용액과 반응시킨 후, 그 용액을 진공 상태에서 증발시킴으로써 얻을 수 있다.
HCN + KOH   →   KCN  +  H2O
2HCN + K2CO3 → 2KCN + H2O + CO2
혹은 포름아미드와 수산화칼륨을 반응시켜서 얻는 방법도 있다.
HCONH2 + KOH → KCN + 2H2O
또, 탄산칼륨과 탄소의 혼합물을 암모니아 기체 속에서 가열하여 만드는 방법도 있다.
K2CO3 + C + 2NH3 → 2KCN + 3H2O
매년 약 5만 톤의 사이안화칼륨이 생산되고 있다.

## 세포에 대한 작용
사이안화 이온(CN-)은 미토콘드리아의 전자 전달계에 작용하여 효소가 고준위 전자를 이용해 ATP를 만드는데 방해한다.
즉, 전자가 결합해야 할 효소 부위에 사이안화 이온이 강력하게 결합함에 따라 세포는 더 이상의 산소 호흡이 어려워지고 결국 질식사한다. 생화학에서는 사이안화 이온의 이러한 성질을 이용해 세포의 일부 과정을 중지시켜 봄으로써 세포막이나 물질 대사에 관한 연구를 한다.
사이안화 칼륨은 섭취시 위에서 분비되는 위액의 산과 사이안화 이온이 반응하여 사이안화 수소가 생성되어 강력한 독성을 가지며, 그 치사량(LD50)은 약 50mg-200mg임이 알려져 있다. 이와 비슷한 수준의 맹독을 지닌 물질로 테트로도톡신이 있는데, 이는 신경독소로써 사이안화칼륨과 작용 메카니즘은 다르다.

## 해독
아질산나트륨(NaNO2)을 이용해 메트헤모글로빈과 시안화칼륨의 결합을 촉진시켜 세포에 대해 작용하지 않게 하거나, 티오황산나트륨을 주입해서 독성을 약화시키기도 한다.

## 이용
사이안화칼륨과 사이안화나트륨(NaCN)은 나이트릴이나 카복실산을 만들기 위한 유기합성, 특히 Von Richter 반응에서 자주 사용된다.
금광업에서는 사이안화칼륨의 주변에 산소와 물이 있을 때 금속 금에서 물에 잘 녹는 염인 K[Au(CN)2]와 수산화칼륨을 생성하는 특성을 이용한다:
4 Au + 8 KCN + O2 + 2 H2O → 4 K[Au(CN)2] + 4 KOH
이 반응에서는 수산화나트륨이 Na[Au(CN2)]을 생성함으로써 수산화칼륨 대신 쓰이기도 한다.

## 독성
사이안화칼륨을 해독하는 가장 효율적인 방법은 과산화수소를 이용하는 것이다:
KCN + H2O2 → KOCN + H2O
사이안화물은 강력한 세포 호흡 억제제이다. 그 이유는 시토크롬c 산화효소 때문에 산화적 인산화가 방해를 받아 신체가 필요한 에너지를 얻기 위해 음식물을 산화시킬 수 없게 되기 때문이다. 그 다음에는 혐기 대사로 인한 젖산산증이 발생한다. 급성 청산염 중독은 초기에는 안색을 붉게 만드는데, 이는 신체 조직들이 혈액에서 산소를 끌어다 사용할 수 없게 되기 때문이다. 사이안화칼륨과 사이안화나트륨은 둘 다 의식을 잃게 하고, 시간이 지나면 죽음에까지 이르게 만든다. 이 과정에서는 경련을 일으키키도 하며, 사망 원인은 신경 조직 저산소증이다.
사이안화칼륨의 치사량은 200-300mg이다. 섭취 시 사이안화칼륨의 독성은 위의 산성도와 관련이 있는데, 그 이유는 사이안화칼륨은 산과 반응해야만 치명적인 사이안화수소를 생성할 수 있기 때문이다. 이러한 맥락에서 그리고리 라스푸틴이 사이안화칼륨을 섭취하고 살아남은 이유는 당시 그의 위의 산성도가 비정상적으로 낮았기 때문일 수도 있다.
많은 이름난 사람들이 사이안화칼륨을 이용해 자살했는데, 그 예로는 세르비아의 검은 손 조직원들, 헤르만 괴링과 하인리히 힘러 등 나치 당원들, 제2차 세계 대전 당시 미리 제작한 자살용 알약을 이용한 영국 요원들, 컴퓨터 과학자 앨런 튜링, 인도의 수상 라지브 간디의 암살에 연루되어 있었던 LTTE 단원들, 그리고 인민사원과 천국의 문 rudolf schoenheimer등 사이비 종교 집단 신자들 등이 있다.